# エスタディオ・フリアン・ハビエル
エスタディオ・フリアン・ハビエル（Estadio Julian Javier）は、ドミニカ共和国のドゥアルテ州のサン・フランシスコ・デ・マコリスにあるスタジアム。
1975年に開場した。1.2万人収容。
主に野球に使われており、リーガ・ドミニカーナ・デ・ベイスボル・インベルナルのヒガンテス・デル・シバオが本拠地にしている。